# Selección femenina de críquet de Gales
La selección femenina de críquet de Gales (en galés: Tîm criced merched Cymru) es el equipo galés de cricket femenino . Juegan sus partidos en casa en varios campos de todo el país, incluidos Spytty Park, Newport y Pontarddulais Park, Pontarddulais. Están capitaneados por Lauren Parfitt.
Al igual que en el cricket masculino, Gales normalmente no compite como un país separado a nivel internacional, sino que está representado como parte del equipo de Inglaterra, pero en 2005 jugaron en el torneo del Campeonato Femenino Europeo de Críquet que se estaba celebrando en Gales. Terminaron en tercer lugar en el torneo.
El equipo participa regularmente en la estructura del condado nacional inglés, y en 2019 compitió en la División Dos del Women's County Championship y en la División Uno de la Women's Twenty20 Cup. Están asociados con el lado regional Western Storm.

## Historia
El primer partido registrado de las mujeres de Gales fue en 2002, contra Escocia, que ganó por 7 terrenos. En 2004 , Gales se unió a la estructura del condado nacional inglés, compitiendo en la County Challenge Cup: terminó tercero en su grupo en su primera temporada.
Entre 2008 y 2010 , Gales atravesó una era extremadamente exitosa en el Women's County Championship, ganando tres ascensos seguidos, de la División 5M, División 4 y División 3. Desde entonces, Gales ha jugado en la División 2 del Campeonato. , con su mejor resultado de tercero en 2018. Desde 2009, Gales también ha competido en la Copa Twenty20 de mujeres . En 2018 , obtuvieron el ascenso de la División Dos, terminando en segundo lugar con 7 victorias en 8 juegos. Jugadora de ultramar Rachel Priest fue clave para su éxito, terminando la temporada como la segunda máxima anotadora en el torneo, con su compañera de equipo Gabrielle Basketter justo detrás de ella en tercera. En 2019, su primera temporada en la División 1, Gales terminó séptimo.
Gales no suele competir internacionalmente, sino que juega como un equipo combinado con Inglaterra. Sin embargo, en 2005 compitieron en el Campeonato Femenino Europeo de Críquet, que se celebró en Gales. Ganaron dos partidos, contra Irlanda y Escocia , y quedaron 3 de 5 en la mesa final.

## Jugadoras

### Equipo actual
Basado en apariciones en la temporada 2019. denota jugadores con partidos internacionales.
| Nombre                     | Nacionalidad  | Fecha de nacimiento (edad)         | Estilo de Bateo | Estilo de Bowling          |
| Lauren Parfitt ()          | Gales         | 1 de abril de 1994 (27 años)       | Diestro         | Medio brazo izquierdo      |
| Gabrielle Basketter        | Inglaterra    | 12 de mayo de 1993 (27 años)       | Diestro         | Descanso del brazo derecho |
| Martha Bilsland            | Inglaterra    | Desconocido                        | Desconocido     | Desconocido                |
| Carmen Clements            | Inglaterra    | Desconocido                        | Desconocido     | Desconocido                |
| Lydia Clements             | Inglaterra    | Desconocido                        | Desconocido     | Desconocido                |
| Naomi Davies               | Inglaterra    | 11 de septiembre de 1997 (23 años) | Diestro         | Desconocido                |
| Bethan Gammon              | Inglaterra    | Desconocido                        | Desconocido     | Desconocido                |
| Danielle Gibson            | Inglaterra    | 30 de abril de 2001 (19 años)      | Diestro         | Medio brazo derecho        |
| Alex Griffiths             | Gales         | 12 de junio de 2002 (18 años)      | Diestro         | Medio brazo derecho        |
| Seren Hughes               | Inglaterra    | Desconocido                        | Desconocido     | Desconocido                |
| Sara Jenkins               | Inglaterra    | Desconocido                        | Desconocido     | Desconocido                |
| Claire Nicholas            | Gales         | 8 de septiembre de 1986 (34 años)  | Diestro         | Descanso del brazo derecho |
| Georgia Parfitt (receptor) | Gales         | 1 de septiembre de 1998 (22 años)  | Diestro         | -                          |
| Sara Phillips              | Inglaterra    | Desconocido                        | Desconocido     | Desconocido                |
| Rachel Priest (receptor)   | Nueva Zelanda | 13 de junio de 1985 (35 años)      | Diestro         | -                          |
| Nicole Reid                | Inglaterra    | 6 de octubre de 1997 (23 años)     | Desconocido     | Desconocido                |
| Charlotte Scarborough      | Gales         | Desconocido                        | Diestro         | Desconocido                |
| Ffion Wynne                | Gales         | 2 de agosto de 1996 (24 años)      | Diestro         | Medio brazo derecho        |

## Temporadas

### Women's County Championship
| Temporada | División                | Estadísticas | Estadísticas | Estadísticas | Estadísticas | Estadísticas | Estadísticas | Estadísticas | Estadísticas      | Notas     |
| Temporada | División                | PJ           | PG           | PP           | T            | A/C          | BP           | Pts          | Pos               | Notas     |
| --------- | ----------------------- | ------------ | ------------ | ------------ | ------------ | ------------ | ------------ | ------------ | ----------------- | --------- |
| 2004      | County Challenge Cup G3 | 3            | 1            | 2            | 0            | 0            | 21           | 33           | Medalla de bronce |           |
| 2005      | County Challenge Cup G3 | 2            | 1            | 1            | 0            | 0            | 14           | 26           | Medalla de bronce |           |
| 2006      | County Challenge Cup G3 | 3            | 2            | 1            | 0            | 0            | 4            | 44           | Medalla de plata  |           |
| 2007      | County Challenge Cup G2 | 3            | 1            | 1            | 0            | 1            | 4            | 39           | Medalla de plata  |           |
| 2008      | Division 5M             | 3            | 2            | 1            | 0            | 0            | 0            | 40           | Medalla de plata  | Promovido |
| 2009      | Division 4              | 10           | 9            | 1            | 0            | 0            | 5            | 185          | Medalla de oro    | Promovido |
| 2010      | Division 3              | 10           | 8            | 2            | 0            | 0            | 53           | 133          | Medalla de oro    | Promovido |
| 2011      | Division 2              | 10           | 0            | 9            | 0            | 1            | 31           | 31           | 6°                |           |
| 2012      | Division 2              | 8            | 2            | 4            | 0            | 2            | 29           | 49           | 7°                |           |
| 2013      | Division 2              | 8            | 1            | 6            | 0            | 1            | 35           | 45           | 7°                |           |
| 2014      | Division 2              | 8            | 3            | 4            | 0            | 1            | 39           | 69           | 6°                |           |
| 2015      | Division 2              | 8            | 2            | 4            | 0            | 2            | 37           | 57           | 6°                |           |
| 2016      | Division 2              | 7            | 3            | 2            | 0            | 2            | 30           | 60           | 5°                |           |
| 2017      | Division 2              | 7            | 3            | 4            | 0            | 0            | 42           | 72           | 5°                |           |
| 2018      | Division 2              | 7            | 4            | 2            | 0            | 1            | 42           | 82           | Medalla de bronce |           |
| 2019      | Division 2              | 7            | 3            | 3            | 1            | 0            | 43           | 78           | 5°                |           |

### Women's European Championship
| Temporada | Estadísticas | Estadísticas | Estadísticas | Estadísticas | Estadísticas | Estadísticas | Estadísticas      | Notas |
| Temporada | PJ           | PG           | PP           | T            | A/C          | Pts          | Pos               | Notas |
| --------- | ------------ | ------------ | ------------ | ------------ | ------------ | ------------ | ----------------- | ----- |
| 2005      | 4            | 2            | 2            | 0            | 0            | 4            | Medalla de bronce |       |

### Women's Twenty20 Cup
| Temporada | División       | Estadísticas | Estadísticas | Estadísticas | Estadísticas | Estadísticas | Estadísticas | Estadísticas | Estadísticas      | Notas     |
| Temporada | División       | PJ           | PG           | PP           | T            | A/C          | NRR          | Pts          | Pos               | Notas     |
| --------- | -------------- | ------------ | ------------ | ------------ | ------------ | ------------ | ------------ | ------------ | ----------------- | --------- |
| 2009      | Division 6     | 3            | 0            | 0            | 0            | 3            | −            | 3            | Medalla de oro    |           |
| 2010      | Division S2    | 3            | 3            | 0            | 0            | 0            | +1.22        | 6            | Medalla de oro    | Promovido |
| 2011      | Division S&W 1 | 3            | 0            | 3            | 0            | 0            | −2.73        | 0            | 4°                |           |
| 2012      | Division S&W 1 | 3            | 1            | 2            | 0            | 0            | −1.04        | 2            | Medalla de bronce |           |
| 2013      | Division S&W 1 | 3            | 1            | 2            | 0            | 0            | −3.05        | 2            | Medalla de bronce |           |
| 2014      | Division 2C    | 4            | 2            | 2            | 0            | 0            | −1.14        | 8            | 5°                |           |
| 2015      | Division 2     | 8            | 3            | 5            | 0            | 0            | −0.24        | 12           | 6°                |           |
| 2016      | Division 2     | 7            | 4            | 2            | 0            | 1            | +0.95        | 17           | Medalla de bronce |           |
| 2017      | Division 2     | 8            | 3            | 3            | 0            | 2            | +0.07        | 14           | 5°                |           |
| 2018      | Division 2     | 8            | 7            | 1            | 0            | 0            | +1.95        | 28           | Medalla de plata  | Promovido |
| 2019      | Division 1     | 8            | 2            | 4            | 0            | 2            | −0.32        | 10           | 7°                |           |